# Plage de l'Est
 (juillet 2023).
La plage de l'Est est une plage situé en bordure du fleuve Saint-Laurent dans le quartier de Pointe-aux-Trembles à Montréal, Québec.
La députée de la circonscription de Pointe-aux-Trembles Chantal Rouleau commence à poursuivre le projet en 2013, alors qu'elle est encore mairesse de l'arrondissement Rivière-des-Prairies–Pointe-aux-Trembles.
La plage est inaugurée en 2021 mais reste fermé aux baigneurs. Le premier obstacle est la décontamination du site. On découvre alors que la plage peut être une zone d'habitat pour le chevalier cuivré, un poisson menacé d’extinction au Québec. Si les autorités confirment que l’endroit est prisé par ce poisson, la baignade y sera définitivement interdite,.